# Обыкновенный хомяк
Обыкновенный хомяк (лат. Cricetus cricetus) — единственный вид рода настоящих хомяков (Cricetus) семейства хомяковых, является самым крупным видом в подсемействе хомяков.
Словарь Даля приводит народное название вида ка́рбыш, которое словарь Фасмера толкует как имеющее тот же смысл заимствование из тюркских языков.

## Внешний вид
Самый крупный представитель подсемейства хомяков. Длина тела у взрослых самцов 27—34 см, хвоста 3—8 см, масса тела в среднем 700 г. Хвост толстый в основании, быстро утончается к концу, покрыт короткими и жёсткими волосами. Морда умеренной длины. Ушные раковины довольно короткие, покрыты тонкими, темноватыми волосами. Кисть и стопа широкие, а на пальцах хорошо развитые когти.
Волосяной покров густой и мягкий. Окраска шкуры яркая, контрастная: верх тела однотонный, рыжевато-бурый, брюшко чёрное. Спереди на боках — два больших светлых пятна, обычно разделённые участком чёрного меха. По светлому пятну имеется также по бокам головы и за ушами, иногда и в области лопаток. Часто встречаются полностью чёрные экземпляры (меланисты) или чёрные экземпляры с белыми пятнами на лапах и горле. Описано более 10 подвидов. Окраска хомяков в пределах ареала светлеет с севера на юг; размеры тела растут с запада на восток и с севера на юг.

## Распространение
Хомяк обыкновенный распространён в луго- и лесостепях, а также в разнотравных степях Евразии от Бельгии до Алтая и Северного Синьцзяна.
В России северная граница ареала идёт от Смоленска севернее Ржева на Ярославль, Киров и Пермь; на севере Пермского края доходит до 59°40' с. ш.; в Зауралье идёт через Екатеринбург, пересекает Иртыш севернее Тобольска и Обь в районе Колпашево, откуда следует к Красноярску. Восточную границу образует Минусинская степь, куда хомяк проник относительно недавно. Южная граница проходит по азовскому и чёрноморскому побережью приблизительно до Гагры; охватывает западную часть Северного Кавказа, огибает с севера пустыни и полупустыни восточного Прикаспия и Волго-Уральского междуречья; пересекает Волгу в Астраханской области. Далее уходит в Казахстан, где идёт примерно по 47° с. ш. до низовьев р. Сарысу, захватывает северную часть Бетпак-Далы, центральную и северо-восточную части Казахского мелкосопочника, долины рр. Или и Каратал, предгорные районы северного и восточного Тянь-Шаня, Алакольскую и Зайсанскую котловины и по границе западного Алтая выходит на правый берег Енисея у с. Бея.

## Образ жизни
Наиболее многочислен в лесостепи, в разнотравной и злаково-разнотравной степи. В лесную зону проникает по пойменным и суходольным лугам, а также по лесополью (вторично обезлесенным и распаханным участкам). На юге ареала придерживается влажных участков: речных долин, западин. В горы поднимается до нижней границы леса, а если лесной пояс отсутствует, — до горных лугов включительно. Селится на окультуренных участках — в рисовых системах, лесополосах, парках, садах, на огородах и даже в жилых постройках. На песчаных и рыхлых участках селится реже, чем на плотных грунтах.
Образ жизни сумеречный. День проводит в норе, обычно глубокой и сложной, достигающей 8 м длины и более 1,5 м глубины. Иногда занимает норы сусликов. Постоянная нора имеет 2—5, реже до 10 выходов, гнездовую камеру и несколько кладовых. Вне сезона размножения обыкновенный хомяк ведёт одиночный образ жизни, агрессивен к сородичам и драчлив.

### Питание
Хомяк всеяден, однако в его рационе преобладают растительные корма. Помимо них поедает насекомых и их личинок, мелких позвоночных (мышей, рептилий и амфибий). К осени полностью переходит на питание семенами и клубнями, которые запасает в значительных количествах: от 0,5 до 11—16 кг. Известны кладовые хомяка с запасами зерна или картофеля до 90 кг. Ими хомяк кормится зимой, когда временно просыпается от спячки, а также весной до появления свежих кормов.
Корма хомяк носит в защёчных мешках, иногда более чем за километр. В его защёчных мешках помещается до 46 г пшеницы. В кладовых находили отборное вышелушенное зерно (реже целые колосья), горох, рис, просо, гречиху, люпин, кукурузу, чечевицу, картофель. Разные сорта семян хомяк складывает отдельно.

## Жизненный цикл
Обыкновенный хомяк живёт до 4 лет в природе, в неволе 3—6 лет.

## Природоохранный статус
Численность вида резко сократилась за последние 20 лет и продолжает сокращаться из-за сокращения плодовитости, ранее в одном помете отмечалось более 10 молодых, а иногда и до 20, ныне 3—6.
Бытует мнение, что это связано с использованием пестицидов. В странах Западной Европы приняты национальные программы по сохранению этого вида. Обыкновенный хомяк охраняется во Франции, Бельгии, Нидерландах, Германии, Польше, Белоруссии. В 2009 году он был внесён в Красную книгу Украины, при этом ещё в 2012 году в АР Крым наносил значительный ущерб сельскому хозяйству полуострова, а в 2015 году — в Краснодарском крае, включая пригородные хозяйства. На территории РФ охраняется в 5 субъектах федерации. Отмечено снижение численности вида и в других субъектах Европейской части России.

## Промышленное значение
До 1960-х годов был объектом пушного промысла в Германии, Чехословакии и Советском Союзе. Однако промышленные заготовки пушнины были прекращены уже к середине XX века. Пушнина хомяка малоценна, однако в натуральном и окрашенном виде она употребляется для отделки женских и детских меховых жакетов, муфт и манто.